# Puer aeternus
Puer aeternus, o latim para "menino eterno" ou "Eterno Jovem", na mitologia, é um deus-criança que é eternamente jovem. Na psicologia, é uma pessoa adulta cuja vida emocional permaneceu no nível adolescente, também conhecida como síndrome de Peter Pan. O puer normalmente leva uma vida provisória devido ao medo de ser pego em uma situação da qual talvez não seja possível escapar. Ele cobiça independência e liberdade, opõe-se a limites e tende a achar intolerável qualquer restrição.

## Opuerna mitologia
A frase puer aeternus vem de Metamorfoses, uma obra épica do poeta romano Ovídio (43 a.C. – c. 17 d.C.) que trata dos mitos gregos e romanos. No poema, Ovídio aborda o deus-criança Iaco como puer aeternus e o elogia por seu papel nos mistérios eleusianos. Iaco é mais tarde identificado com os deuses Dionísio e Eros. O puer é um deus da vegetação e da ressurreição, o deus da juventude divina, como Tamuz, Átis e Adônis. A figura de um jovem deus que é morto e ressuscitado também aparece na mitologia egípcia como a história de Osíris. 

## Opuerna psicologia junguiana
O psiquiatra suíço Carl Gustav Jung desenvolveu uma escola de pensamento chamada psicologia analítica, distinguindo-a da psicanálise de Sigmund Freud (1856–1939). Na psicologia analítica (frequentemente chamada "psicologia junguiana"), o puer aeternus é um exemplo do que Jung chamou de arquétipo, um dos "elementos estruturais primordiais da psique humana".
O arquétipo antitético (enantiodrômico) ou sombra do puer é o senex (latim para "homem velho"), associado ao deus Cronos—disciplinado, controlado, responsável, racional, ordenado. Por outro lado, a sombra do senex é o puer, relacionado a Hermes ou Dionísio—instinto ilimitado, desordem, embriaguez, fantasioso/extravagante.
Como todos os arquétipos, o puer é bipolar, exibindo um aspecto "positivo" e "negativo". O lado "positivo" do puer aparece como a Criança Divina que simboliza novidade, potencial de crescimento, esperança para o futuro. Ele também prenuncia o herói que às vezes se torna (por exemplo, Héracles). O lado "negativo" é o homem-criança que se recusa a crescer e enfrentar os desafios da vida, esperando por seu barco chegar e resolver todos os seus problemas. Neste aspecto negativo, alega-se que o arquétipo pueril pode ser relacionado também a problemas psicológicos que ficam patentes pela manifesta imaturidade, narcisismo e a inabilidade de desenvolver uma perspectiva adulta apropriada à vida. 
 "Por ora, [puer negativo] vai fazendo isso ou aquilo ... ainda não é o que realmente é desejado, e sempre há a fantasia de que em algum momento no futuro a coisa real acontecerá.... A única coisa temida por esse tipo de homem é estar ligado a qualquer coisa que seja." 
 "Os sintomas comuns da psicologia puer são sonhos de prisão e imagens semelhantes: correntes, barras, gaiolas, armadilhas, cativeiro. A própria vida...é experimentada como uma prisão." 
 Quando o sujeito é feminino, o termo latino é puella aeterna, que na mitologia é descrito como o Kore (grego para "donzela"). Pode-se também falar de um puer animus ao descrever o lado masculino da psique feminina, ou de uma puella anima ao falar do componente feminino interno de um homem.

### Trabalhos concernentes

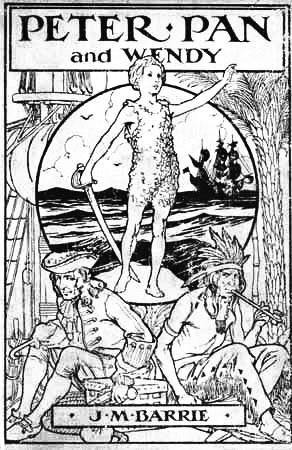
Capa da edição de 1915 do romance de J. M. Barrie, publicado pela primeira vez em 1911.

C. G. Jung escreveu um artigo sobre o puer aeternus, "A Psicologia do Arquétipo da Criança", contido na Parte IV de Os Arquétipos e o Inconsciente Coletivo (Obras Completas, Vol. 9i). O aspecto filho-herói e seu relacionamento com a Grande Mãe são tratados nos capítulos 4 e 5 da Parte Dois dos Símbolos da Transformação (Obras Completas, Vol. 5). Em seu ensaio "Resposta a Jó" (contido em Psicologia e Religião: Oeste e Leste, Vol. 11 das Obras Completas; mas também publicado separadamente), Jung refere-se ao puer aeternus como uma figura que representa o futuro desenvolvimento psicológico dos seres humanos. 
| “ | Esse homem superior e 'completo' ('teleios') é gerado pelo pai 'desconhecido' e nascido da Sabedoria, e é ele quem, na figura do puer aeternus—'vultu mutabilis albus et ater '—representa nossa totalidade, que transcende a consciência. Foi esse garoto em quem Fausto teve que mudar, abandonando sua unilateralidade inflada que viu o diabo apenas do lado de fora. O "a não ser que vocês se tornem crianças" do Cristo, prefigura essa mudança, pois nelas os opostos estão próximos; mas o que se entende é o menino que nasce da maturidade do homem adulto, e não a criança inconsciente que gostaríamos de permanecer". | ” |

O Problema do Puer Aeternus é um livro baseado em uma série de palestras que a analista junguiana Marie-Louise von Franz deu no Instituto C. G. Jung, em Zurique, durante o Semestre de Inverno de 1959 a 1960. Nas oito primeiras de doze palestras, von Franz ilustra o tema do puer aeternus, examinando a história de O Pequeno Príncipe do livro de mesmo nome de Antoine de Saint-Exupéry. As quatro palestras restantes são dedicadas ao estudo de um romance alemão de Bruno Goetz, Das Reich ohne Raum (O Reino Sem Espaço), publicado pela primeira vez em 1919. Sobre este romance, von Franz diz: 
| “ | É interessante que ele tenha sido escrito e publicado antes da criação do movimento nazista em 1933, antes de Hitler ruminava sobre suas ideias mórbidas. Bruno Goetz certamente tinha um dom profético sobre o que estava por vir, e ... seu livro antecipa todo o problema nazista, lançando luz sobre ele do ângulo do 'puer aeternus' ". | ” |

Now or Neverland é um livro de 1998 escrito pela analista junguiana Ann Yeoman que lida com o puer aeternus na forma de Peter Pan, um dos exemplos mais conhecidos do conceito na era moderna. O livro é uma visão psicológica do arquétipo do garoto eterno, de suas raízes antigas à experiência contemporânea, incluindo uma interpretação detalhada da peça e romance popular de J.M. Barrie. 
| “ | Mitologicamente, Peter Pan está ligado ao [...] jovem deus que morre e renasce ... bem como a Mercúrio/Hermes, psicopompo e mensageiro dos deuses que se move livremente entre os reinos divino e humano e, é claro, ao grande deus-cabra Pã [....] Nas primeiras apresentações da peça de Barrie, Peter Pan apareceu no palco com cachimbos e um bode vivo. Tais referências não disfarçadas ao ctônico, muitas vezes lascivas e distantes de um deus-bode infantil, não surpreendentemente, logo foram extirpadas da peça e da novela." | ” |

## Síndrome de Peter Pan
A síndrome de Peter Pan é o conceito da psicologia popular de um adulto socialmente imaturo. A categoria é informal, invocada por leigos e alguns profissionais de psicologia popularmente. Não está listado no Manual Diagnóstico e Estatístico de Transtornos Mentais e não é reconhecido pela Associação Americana de Psiquiatria como um transtorno mental específico. 
O psicólogo Dan Kiley popularizou a síndrome de Peter Pan em seu livro de 1983, The Peter Pan Syndrome: Men Who Have Never Grown Up. Seu próximo livro, The Wendy Dilemma (1984), aconselha as mulheres envolvidas romanticamente com "Peter Pans" sobre como melhorar seus relacionamentos.